# Казино Роял (филм, 1954)
Вижте пояснителната страница за други значения на Казино Роял.
„Казино Роял“ е първият от филмите, включени в „неформалната“ „бондиана“. Този телевизионен филм за Джеймс Бонд е показан като епизод от приключенския сериал „Climax!“ на CBS.

## Сюжет
Ръководителят на нелегалния комунистически профсъюз във Франция Ле Шифр е разорен. Получавайки от Съветския съюз много пари, Ле Шифр ги инвестира в организиране на публични домове в Южна Франция, но след приемането на нови закони за обявяване на този бизнес за престъпление, всичките пари са загубени. Ле Шифр събира останалите му средства и решава да покрие загубата, като играе на хазарт в казино „Роял“.
Да предотврати плана му, по нареждане на ЦРУ, е изпратен един от най-добрите агенти — Джеймс Бонд. Той трябва да спечели срещу Ле Шифр в игра на карти "бакара". Тяхното противопоставяне се усложнява още повече от факта, че бившата девойка на Бонд, Валери Матис, е станала приятелка на Ле Шифр. Борбата ще бъде трудна, но на Бонд е готов да съдейства британския офицер от разузнаването Кларънс Лейтър.

## В ролите
| Актьор         | Роля                                                      |
| -------------- | --------------------------------------------------------- |
| Бари Нелсън    | Джеймс (Джими) Бонд, агент на ЦРУ                         |
| Питър Лори     | Ле Шифр, криминален банкер                                |
| Линда Кристиан | Валери Матис, приятелка на Ле Шифр, бивша девойка на Бонд |
| Майкъл Пейт    | Кларънс Лейтър, агент на британското разузнаване          |
| Евгений Бордън | главен готвач                                             |
| Жан Дел Вал    | крупие                                                    |
| Джийн Рот      | Василий, съветски агент                                   |
| Кърт Катч      | Золтан, съветски агент                                    |

## Интересни факти
- За тази първа адаптация през 1954 г. на романа на Джеймс Бонд телевизионния канал CBS плаща на Иън Флеминг само за $1000 (или $8782 по цени на 2015 г.)
- Премиерата е на 21 октомври 1954 г., като филмът е показан от TV канал CBS в „живо предаване“. Според легендата, премиерата приключва със забавен инцидент. След режисьор на екипа казва "Стоп!" предаването не е спряно, и актьорът Питър Лори, който е играе "убития" Ле Шифр "възкресва", става и си тръгва.
- Четири години след филма телевизионния канал CBS предлага на Иън Флеминг да напише сценарии за 32 (!) ТВ сериал за приключенията на Джеймс Бонд. Флеминг успява да напише три истории, но след това CBS се отказва от идеята. По-късно Флеминг е написал кратка история, която е включена в сборника „Само за твоите очи“.